# Hof ter Cruysse

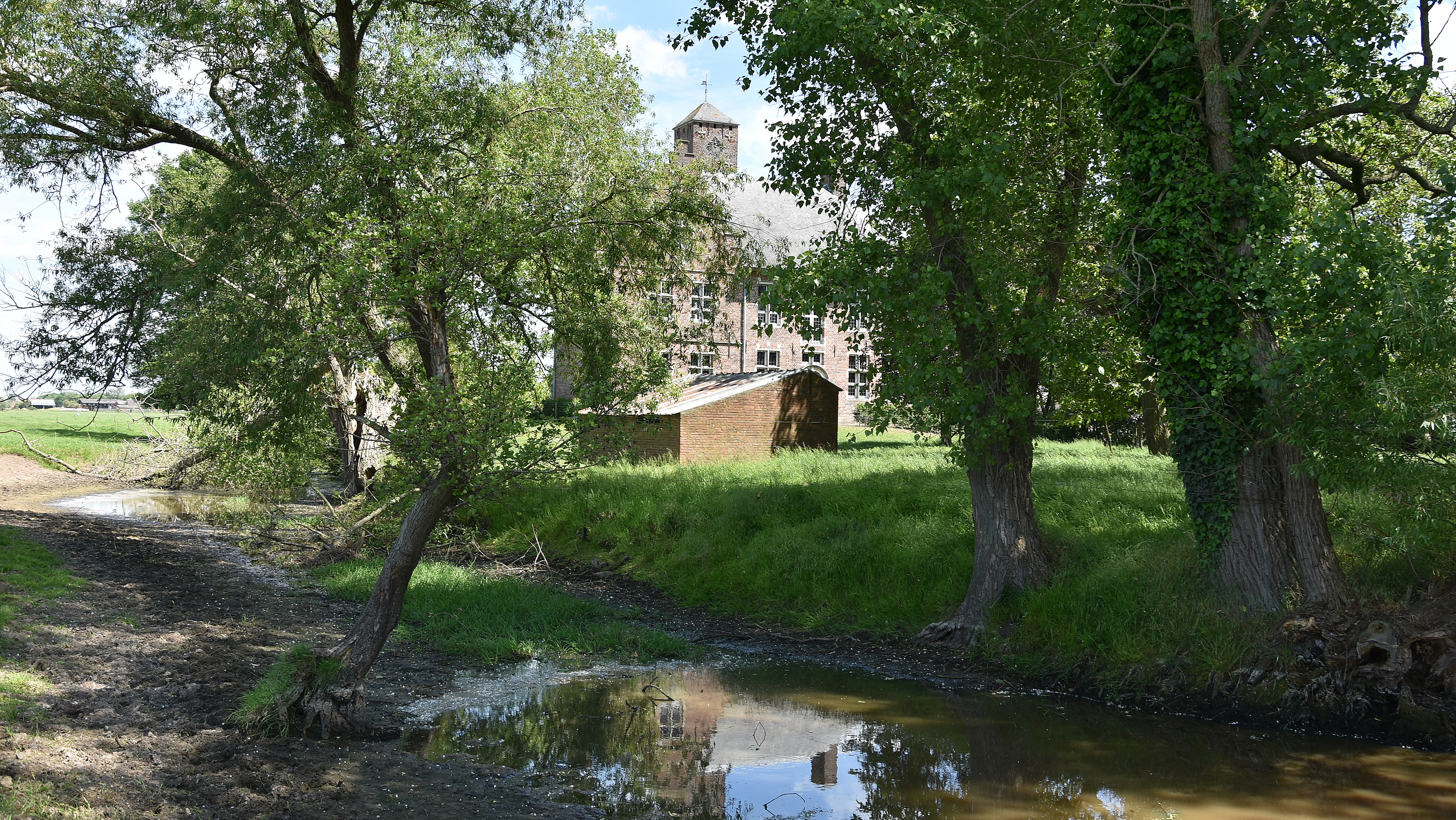
Hof ter Cruysse in 2019

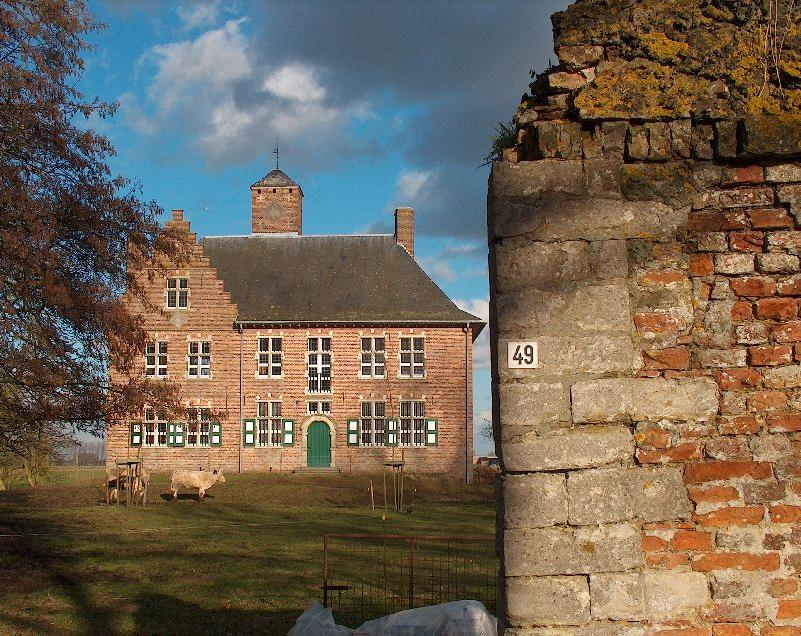
Hof ter Cruysse in 2006

Het Hof ter Cruysse is een kasteel in het Oost-Vlaamse dorp Kaprijke, gelegen aan Vaartstraat 49.

## Geschiedenis
Het kasteel werd in de eerste helft van de 16e eeuw gebouwd en komt voor op een kaart van Pieter Pourbus van 1561. De oudst bekende eigenaar was Reynier de Sallaert. Na het overlijden van zijn zoon Jan de Sallaert, kwam het goed door het huwelijk van zijn dochter met Jacob de Bavière, griffier van de Raad van Vlaanderen, in handen de familie de Bavière.
Het kasteel werd vernield tijdens de godsdienstoorlogen einde 16e eeuw, waarna het in het eerste kwart van de 17e eeuw werd heropgebouwd door Arnout Hauweel. In 1635 kwam het aan de familie de Ysebrant en in 1751 werd het verkocht aan de familie Maelcamp, en deze familie bezit het nog steeds.
De rechtervleugel werd waarschijnlijk begin 17e eeuw met een verdieping opgehoogd. In het eerste kwart van de 18e eeuw werd het dak vernieuwd en werd een vierkante traptoren toegevoegd.
Het gebouw had een drievoudige omgrachting en bevat een opperhof, een neerhof, en een boomgaard. Later werd de gracht tussen neerhof en opperhof gedempt. In de jaren '60 en '70 van de 20e eeuw werd het kasteeltje gerestaureerd. Een toegangspoort tot het neerhof, aan de straatzijde gelegen, werd in 2006 gerestaureerd.

## Gebouw
Het gebouw is opgetrokken uit baksteen en zandsteen. De voorgevel heeft links een trapgevel, waarop een gevelsteen met wapenschild en jaartal 1628. Bij de restauratie in het derde kwart van de 20e eeuw werd aan de achterzijde een aanbouw toegevoegd, in dezelfde stijl als het kasteeltje.

## Interieur
De toegangsdeur leidt tot een centrale hal waarin zich drie deuren bevinden. Eén geeft toegang tot de "beste kamer", een tweede tot de traptoren, een derde tot een kleine hal. De "beste kamer" heeft een renaissanceschouw. Ook is er een eetkamer en een keuken met laatgotische schouw.